# Herman Bernstein
Herman Bernstein (ur. 21 września 1876 we Władysławowie, zm. 31 sierpnia 1935 w Sheffield) – amerykański pisarz, dziennikarz, tłumacz i dyplomata pochodzenia żydowskiego. Minister pełnomocny Stanów Zjednoczonych w Albanii (1930–1933).

## Życiorys

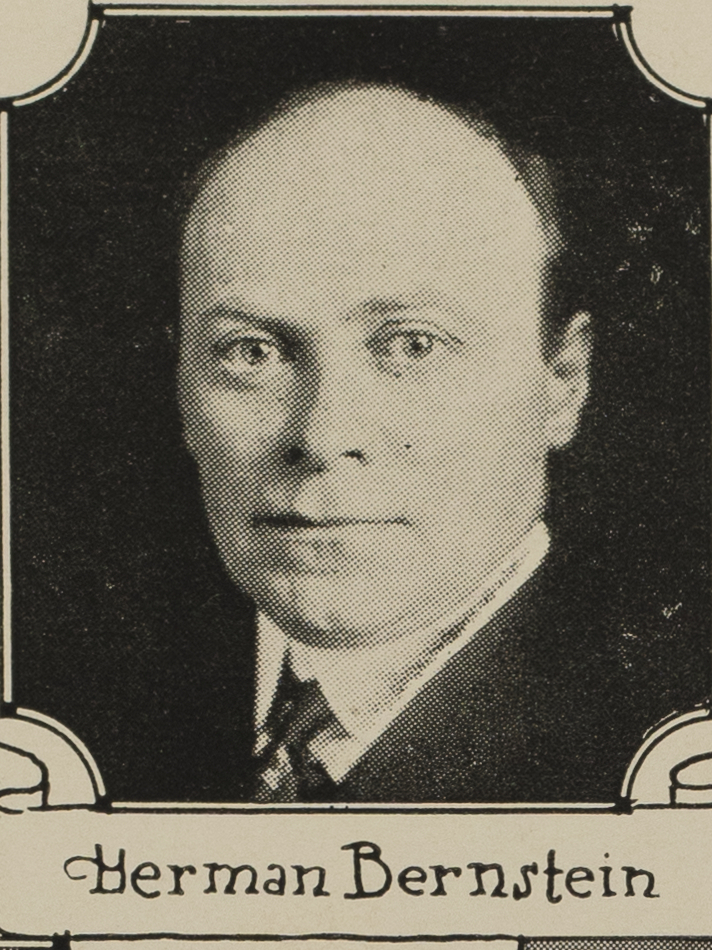
Herman Bernstein (1922)

Urodził się w miejscowości Władysławów, znajdującej się w granicach ówczesnego Imperium Rosyjskiego, w 1893 roku wyemigrował do Stanów Zjednoczonych. Rozpoczął tam pracę dziennikarza, współpracował z czasopismami „Ainslee's Magazine”, „New York Post”, „New York Times” i „The Nation”. Był także redaktorem czasopism „Der Tog”, „Jewish Daily Bulletin” i „The Jewish Tribune”. Na przełomie lat 1900. i 10. XX w. kilkukrotnie odwiedził Europę jako korespondent, także w trakcie I wojny światowej; m.in. w 1915 roku badał warunki życia ludności żydowskiej zamieszkującej tereny ogarnięte wojną, a w 1917 roku odwiedził Rosję. Wówczas odkrył i następnie opublikował tzw. korespondencję Willy-Nicky – tajne rozmowy z lat 1904–1907 prowadzone przez cara Rosji Mikołaja II i cesarza Niemiec Wilhelma II. Rozmowy te zostały opublikowane w czasopiśmie „New York Herald”.
Jako działacz społeczny podejmował się walki przeciwko antysemityzmowi. Współpracował z organizacjami żydowskimi w Stanach Zjednoczonych, m.in. należał do Syjonistycznej Organizacji Ameryki oraz pełnił funkcję sekretarza American Jewish Committee. Wygrał proces sądowy z przedsiębiorcą Henrym Fordem w związku z publikowaniem przez niego antysemickich wypowiedzi w czasopiśmie „The Dearborn Independent”. W 1930 roku Bernstein został przez prezydenta Herberta Hoovera mianowany ministrem pełnomocnym w Albanii, pełnił tę funkcję do 1933 roku. Został odznaczony Krzyżem Wielkim Orderu Skanderbega.
Tłumaczył utwory m.in. Leonida Andriejewa, Szaloma Asza, Antona Czechowa, Maksima Gorkiego, Arthura Schnitzlera, Lwa Tołstoja i Iwana Turgieniewa. Był zwolennikiem liberalnej polityki imigracyjnej, wspierał także koncepcję utworzenia państwa żydowskiego w Palestynie. W 1928 roku poparł kandydaturę Herberta Hoovera w wyborach prezydenckich.

## Wybrana twórczość[1]
- The History of a Lie (1921)
- Celebrities of Our Time (1924)
- The Road to Peace (1926)
- With Master Minds (1926)
- The Truth about the Protocols of Zion (1935)

## Życie prywatne
Syn Davida i Marie Bernsteinów. 31 grudnia 1901 roku poślubił Sophie Friedman, miał z nią czworo dzieci.